# Comitatul Wabash, Indiana
Comitatul Wabash, conform originalului din limba engleză, Wabash County (codul său FIPS este 18 - 169 Arhivat în 19 octombrie 2011, la Wayback Machine.), este unul din cele 93 de comitate ale statului american Indiana. Conform Census 2010 populația totală era de 32.888 de locuitori. Sediul comitatului este orașul omonim Wabash.

## Demografie
|  | Graficele sunt indisponibile din cauza unor probleme tehnice. Mai multe informații se găsesc la Phabricator și la wiki-ul MediaWiki. |

Date: Wikidata - grafică realizată de Wikipedia